# ガウス・ボンネの定理
- 数学 > 幾何学 > 多様体論 > 微分幾何学、微分位相幾何学 > ガウスの曲面論（英語版） > ガウス・ボンネの定理

ガウス・ボンネの定理(Gauss–Bonnet theorem)は、リーマン計量が定義された曲面における曲率の積分がその曲面のオイラー標数で表せる、という趣旨の定理である。これは曲面の局所的な微分幾何学的構造（曲率）の積分とその曲面の大域的な位相幾何学的構造（オイラー標数）とを結び付ける重要な定理である。
この定理はカール・フリードリヒ・ガウスが1827年に論文で測地線で囲まれた三角形の場合に対して証明し、ピエール・オシアン・ボンネが1848年に論文で一般の曲面に対して定理を示した。なおジャック・フィリップ・マリー・ビネがボンネとは独立に一般の場合を示していたが、ビネは成果を発表しなかった。

## 定理

### 多角形の場合
定理 (多角形に関するガウス・ボンネの定理) ― 
Aをn個の頂点を持つ（向きづけられた）多角形にリーマン計量を入れたものとする。このとき
{\displaystyle \int _{A}KdV+\int _{\partial A}\kappa ds+\sum _{i=1}^{n}\varepsilon _{i}=2\pi }
が成立する。ここでKはAの断面曲率であり、dVはAの面積要素であり、∂AはAの辺にAから定まる向きを入れたものであり、κは∂Aの曲率（測地的曲率）であり、dsは線素であり、εiは多角形Aのi番目の頂点の外角の大きさである。κはAに対して内向きなとき正となるように符号付けする。
上記の定理で断面曲率（英: sectional curvature）は、リーマン計量gとリーマンの曲率テンソルRを用いてAの各点Pに対し、
{\displaystyle K_{P}:=g_{P}(R_{P}(e_{1},e_{2})e_{2},e_{1})}
により定義される量である。ここでe1、e2は点PにおけるTPPの基底である。断面曲率がe1、e2の取り方によらずwell-definedである事は容易に確認できる。

### 向き付け可能なコンパクト2次元リーマン多様体の場合
与えられた向き付け可能な曲面Mを三角形分割して上記の定理を適用する事により、任意の向き付け可能な2次元リーマン多様体に対し以下が成立する事がわかる：
定理 (向き付け可能曲面に対するガウス・ボンネの定理) ― Mをコンパクトで向き付け可能なC∞級2次元部分リーマン多様体で縁∂Mが区分的になめらかなものとする。
さらに{\displaystyle v_{1},\ldots ,v_{n}}を∂Mがなめらかではない点とし、εiをviにおける∂Mの外角とする。このとき、
{\displaystyle \int _{M}KdV+\int _{\partial M}\kappa ds+\sum _{i=1}^{n}\varepsilon _{i}=2\pi \chi (M)}
が成立する。ここでχ(M)はMのオイラー標数である。
上式の記号の意味に関しては多角形に関するガウス・ボンネの定理と同様である。
Mが多角形であれば、χ(M)=1であるので、上記の定理は前述した多角形に対するガウス・ボンネの定理の一般化になっている。

### 向き付け不能な場合
Mが向き付け不能であっても、面積要素による積分{\displaystyle \int dV}の代わりに向きを考えない面積要素による積分{\displaystyle \int |dV|}を用いる事で、ガウス・ボンネの定理を向き付け不能な曲面に対して一般化できる：
定理 (向き付け可能性を問わないガウス・ボンネの定理) ― MをコンパクトなC∞級2次元部分リーマン多様体で縁∂Mが区分的になめらかなものとする。
さらに{\displaystyle v_{1},\ldots ,v_{n}}を∂Mがなめらかではない点とし、εiをviにおける∂Mの外角とする。このとき、
{\displaystyle \int _{M}K|dV|+\int _{\partial M}\kappa ds+\sum _{i=1}^{n}\varepsilon _{i}=2\pi \chi (M)}
が成立する。
任意の向き付け不能な多様体は向き付け可能な２重被覆（orientation covering）を持つので、上記の定理は前述した向き付け可能な場合から容易に従う。

## 定曲率の場合
任意の点における断面曲率が一定値cである2次元リーマン多様体を定曲率cの2次元リーマン多様体という。Aが定曲率の多角形で、しかもAの辺が測地線である場合は以下の系が従う：
系 (定曲率曲面の多角形) ― cを実数とする。さらにAをn個の頂点を持つ（向きづけられた）多角形にリーマン計量を入れたもので、Aが定曲率cを持ち、さらにAの各辺が測地線であるものとする。このとき次が成立する。ここでarea(A)はAの面積である：
{\displaystyle c\cdot \mathrm {area} (A)+\sum _{i=1}^{n}\varepsilon _{i}=2\pi }
断面曲率cが0であれば、上記の系は多角形の外角の和が2πになるというユークリッド幾何学の古典的な定理に一致する。c=1、c=-1の場合もそれぞれ球面幾何学（球面三角法）、双曲幾何学でよく知られた多角形の面積公式に一致する。

向き付け可能な縁無しコンパクトリーマン多様体Mに対しても同様に
{\displaystyle c\cdot \mathrm {area} (M)+\sum _{i=1}^{n}\varepsilon _{i}=2\pi \chi (M)}
である事が導ける。Mの種数がgで縁がない場合、{\displaystyle \chi (M)=2-2g}なので、上記の事実と合わせると、コンパクト縁無し向き付け可能2次元リーマン多様体Mが定曲率cを持つ場合、
{\displaystyle {\begin{array}{ll}c>1&{\text{if }}g=0\\c=0&{\text{if }}g=1\\c<1&{\text{if }}g\geq 2\end{array}}}
が成立する事がわかる。実はこの条件下、実際に定曲率構造がMに入る事が知られている。すなわちg=0の場合は単位球面、g=1の場合はユークリッド平面を格子で割ったトーラスとして曲率1、0の計量が入る。またgが2以上の場合には曲率-1の計量が入る（パンツ分解により具体的に構成できる）。ただしg=1、およびg≧2の場合は定曲率構造は一意ではなく、「定曲率構造全体の空間」はモジュライ空間をなす。

## ℝ3内の曲面の場合
本節では、Mがℝ3内の（C∞級の）曲面で、Mにはℝ3の内積から定まるリーマン計量が入っている場合に対し、ガウス・ボンネの定理の幾何学的な意味を見る。

このために断面曲率の幾何学的意味を見る。まず、Mがℝ3内の曲面の場合にはMの断面曲率はガウス曲率に一致する：
定理 (Theorema Egregium) ― {\displaystyle \mathbb {R} ^{3}}の二次元部分多様体{\displaystyle M\subset \mathbb {R} ^{3}}に対し、点Pにおけるガウス曲率は点Pにおける断面曲率と一致する。
ここで点Pにおける曲面Mのガウス曲率は、TPMの単位ベクトルeに対し、M上の測地線{\displaystyle \mathrm {exp} (te)}のℝ3における曲率を{\displaystyle \kappa (e)}としたとき、{\displaystyle \kappa (e)}が最大となるもの{\displaystyle \kappa (e_{1})}と最小となるもの{\displaystyle \kappa (e_{2})}の積で与えられる。
次にMの各点Pに対し、ηPをPにおけるMの単位法線とする。単位法線は符号をつける事で２本存在するが、{\displaystyle M\subset \mathbb {R} ^{3}}が向き付け可能な場合には、ηPがPに関して連続になるように選ぶ事ができる。
各点P∈Mに対し、ベクトルηPは長さ1のベクトルなので、ηPを原点中心の単位球S2の元とみなす事ができる。このようにみなす事で定義できる写像
{\displaystyle G~:~P\in M\mapsto \eta _{P}\in S^{2}}
をガウス写像（英: Gauss map、英: Gauss spherical mapping）という。
ガウス写像はガウス曲率と以下の関係を満たす：
定理 (ガウス写像によるガウス曲率の意味付け) ― M、S2の体積要素をそれぞれ{\displaystyle dV}、{\displaystyle dV'}とするとき、ガウス写像が誘導する写像
{\displaystyle G^{*}~:~\bigwedge ^{2}T_{G(P)}^{*}S^{2}\to \bigwedge ^{2}T_{P}^{*}M}
は、
{\displaystyle G^{*}(dV'_{G(P)})=K_{P}dV_{P}}
を満たす。ここでKPは点PにおけるMのガウス曲率である。

ガウス写像{\displaystyle G~:~M\to S^{2}}が（写像が退化していない点に対して）n：1の写像になっているとき、nの事をガウス写像の写像度という。上記の定理から、M上でガウス曲率を積分したものは、S2の面積に写像度をかけた値になる事が予想される。

上記の直観はド・ラームコホモロジーの一般論で正当化でき、以下の結論が従う：
定理 ― 
{\displaystyle M\subset \mathbb {R} ^{3}}が連結でコンパクトで縁がなければ、ガウス写像{\displaystyle G~:~M\to S^{2}}の写像度{\displaystyle \mathrm {deg} (G)}は
{\displaystyle \mathrm {deg} (G)={\int _{M}G^{*}(dV') \over \int _{S^{2}}dV'}={\int _{M}KdV \over 4\pi }}
に等しい。
すなわち、断面曲率KのM上の積分はガウス写像の写像度の4π倍に等しいが、ガウス・ボンネの定理は、このガウス写像の写像度がMのオイラー標数の1/2に等しい事を意味する。

## 組み合わせ論的な類似
ガウス・ボンネの定理にはいくつかの組み合わせ論的な類似が成り立つ。{\displaystyle M} を有限な 2次元擬多様体(pseudo-manifold)とし、{\displaystyle \chi (v)} を頂点 {\displaystyle v} を持つ三角形の数とすると、
{\displaystyle \sum _{v\in {\mathrm {int} }{M}}(6-\chi (v))+\sum _{v\in \partial M}(3-\chi (v))=6\chi (M)}
が成り立つ。ここに最初の和は {\displaystyle M} の内部の頂点を渡り、第二の和は境界上の頂点の和をとり、{\displaystyle \chi (M)} は {\displaystyle M} のオイラー標数を表す。
三角形を頂点の多い多角形に置き換えても、2-次元擬多様体に対しては同じ公式が成り立つ。n 頂点の多角形に対しては、式の中の 3 と 6 をそれぞれ n/(n-2) と 2n/(n-2) に置き換えればよい。例えば、四角形に対し、それぞれ式の中の 3 と 6 を 2 と 4 へと置き換えればよい。さらに特別な場合は、{\displaystyle M} が閉じた 2-次元のデジタル多様体(digital manifold)であれば、種数は、
{\displaystyle g=1+(M_{5}+2M_{6}-M_{3})/8,\ }
となる。ここに {\displaystyle M_{i}} は曲面上で {\displaystyle i} 個の隣接点を持つような曲面上の点の数を表している。

## 一般化
必ずしもコンパクトではない 2-次元多様体への一般化は、コーン・ヴォッセンの不等式(Cohn-Vossen's inequality)である。
ガウス・ボンネの定理は偶数次元のリーマン多様体に一般化でき、チャーン・ガウス・ボンネの定理と呼ばれる。この定理は曲率から定まる「オイラー形式」の積分がその多様体のオイラー標数に一致する、という形で記述される。最初の証明はカール・アレンドエルファー(Carl Allendoerfer)とアンドレ・ヴェイユ(André Weil)によって1943年に得られたが、この証明は非常に複雑なものであった。
1944年、S. S. チャーン（陳省身）はたった6ページの論文でチャーン・ガウス・ボンネの定理を示した。チャーンはさらにこの証明のアイデアを発展させ、チャーン・ヴェイユ理論を確立した。この理論はベクトルバンドルの曲率を特性類と結びつけるもので、この理論を使うことでチャーン・ガウス・ボンネの定理は「ファイバーの次元が偶数の計量ベクトルバンドルのオイラー形式が表すド・ラームコホモロジー類はオイラー類に等しい」という形に一般化される。接バンドルに対するこの定理が前述のチャーン・ガウス・ボンネの定理に一致する。

なおガウス・ボンネの定理の奇数次元への一般化は、自明なものになってしまい、チャーンは奇数次元の場合はオイラー形式が恒等的に0になってしまう事を示している。奇数次元閉多様体のオイラー標数が常に0になるので、以上のことから奇数次元のガウス・ボンネの定理は「0の積分は0」というものになってしまう。

チャーン・ガウス・ボンネの定理の非常に広汎な一般化としてアティヤ・シンガーの指数定理があり、この定理はチャーン・ガウス・ボンネの定理のみならず、ヒルツェブルフ・リーマン・ロッホの定理やヒルツェブルフの符号数定理の一般化にもなっている。